# Maryja – córka swojego syna
Maryja – córka swojego syna (tytuł oryginalny Maria, figlia del suo figlio) – włosko telewizyjny film biblijny z roku 2000 z muzyką Gorana Bregovicia.

## Opis filmu
Telewizyjna opowieść o dziejach życia Marii z Nazaretu, matki Jezus Chrystusa. Historia obejmuje okres od zaślubin z Józefem, poprzez zwiastowanie, narodziny Jezusa, jego nauczanie, aż po ukrzyżowanie i zmartwychwstanie.

## Obsada
- Ja’el Abekasis – Maria z Nazaretu
- Nicholas Rogers – Jezus
- Ángela Molina – Maria Magdalena
- Nancho Novo – Józef z Nazaretu
- Gianmarco Giovi – 12-letni Jezus
- Sara Filizzola – młoda Maria z Nazaretu
- Dhaffer L’Abidine – Jakub Większy Apostoł
- Emilio De Marchi – Piotr Apostoł